# Dayāl Bāgh
Dayāl Bāgh är en ort i Indien.   Den ligger i distriktet Agra och delstaten Uttar Pradesh, i den centrala delen av landet, 180 km söder om huvudstaden New Delhi. Dayāl Bāgh ligger 168 meter över havet och antalet invånare är 3 367.
Terrängen runt Dayāl Bāgh är mycket platt. Runt Dayāl Bāgh är det mycket tätbefolkat, med 3 494 invånare per kvadratkilometer. Närmaste större samhälle är Agra, 4,2 km söder om Dayāl Bāgh. Runt Dayāl Bāgh är det i huvudsak tätbebyggt.